# Ракета «поверхня — поверхня»

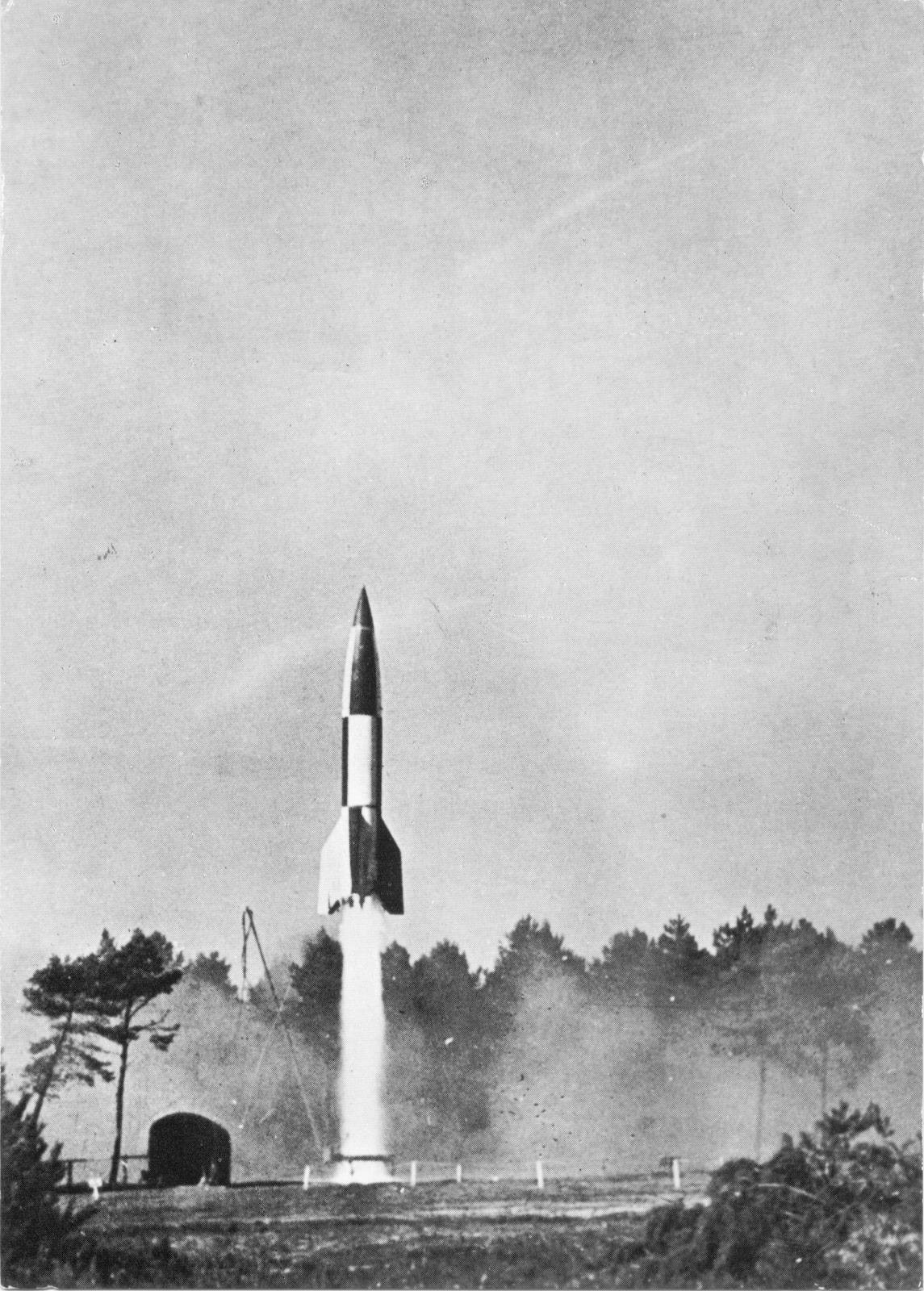
Пуск англійцями німецької ракети «Фау-2» зі стартового столу поблизу Куксгафена під час операції «Бекфайр» у 1945 році

Ракета «поверхня — поверхня» («земля — земля», «земля — корабель», «корабель — земля», «корабель — корабель») — найбільш широкий клас бойових ракет, представники якого призначені для ураження цілей на поверхні землі, води, а також заглиблених об'єктів. Як правило, є частиною ракетного комплексу. У англомовній літературі ракети «поверхня — поверхня» позначують «SSM» (англ. surface-to-surface missile) або «GGM» (англ. ground-to-ground missile), у франкомовній — «SS» (фр. sol-sol).
Ракети «поверхня — поверхня» розрізняють за призначенням, дальністю, характером польоту, системами керування, рушійними установкам і іншим параметрам.
Пуск ракет класу «поверхня — поверхня» може здійснюватися з переносних пристроїв, самохідних або установок, що буксируються, з нерухомих споруд або з кораблів різних типів. Політ ракет описуваного класу здійснюється як і в інших випадках за рахунок тяги створюваної при роботі реактивного двигуна. Для додання ракеті в польоті стійкості зазвичай використовують стабілізатори, а для створення підйомної сили використовують крила або кінетичну енергію повідомлену двигуном (політ по балістичної траєкторії). Першою керованою ракетою класу «земля — земля» стала німецька «Фау-1».
Сучасні ракети «поверхня — поверхня», зазвичай, керовані, тобто містять на борту спеціальну апаратуру, яка керуює польотом ракети протягом усього польоту або його частини з метою забезпечити ураження цілі. Некеровані ракети в Росії (раніше, в СРСР) також називаютьреактивними снарядами (НУРС).